# This is Your Captain Speaking
This is Your Captain Speaking es una banda de post-rock formada en Melbourne, Australia, en 2005.

## Historia
This is Your Captain Speaking lanzó su álbum debut, Storyboard, de forma independiente en mayo de 2005 en Australia, y tuvo una buena acogida gracias al boca a boca. En 2006 el disco fue relanzado en Europa por el sello Resonant Records. Ese mismo año, la banda estuvo de gira en el continente europeo, participando en el festival belga de post-rock Rhâââ Lovely Festival. También compusieron la música original del corto de animación The Astronomer.
Su segundo y tercer álbum fueron lanzados digitalmente a través de Diogenes Music, en noviembre de 2008 y abril de 2013, respectivamente.

## Discografía
- Storyboard (2005, relanzado en 2006)
- Eternal Return (2008)
- Arc (2013)

## Miembros

### Miembros actuales
- Nick Lane: guitarra, mandolina.
- David Evans: batería, metalófono, máquina de escribir, glockenspiel.
- Steve Ward: guitarra.
- Gavin Vance: bajo.

### Antiguos miembros
- Aaron Trimmer: guitarra.
- Seth Rees: guitarra.